# Okręg wyborczy Stirling and Clackmannan Western
Okręg wyborczy Stirling and Clackmannan Western powstał w 1918 r. i wysyłał do brytyjskiej Izby Gmin jednego deputowanego. Okręg położony był w zachodniej części hrabstwa Stirlingshire. Został zlikwidowany w 1945 r.

## Deputowani do brytyjskiej Izby Gmin z okręgu Stirling and Clackmannan Western
- 1918–1922: Harry Hope, Partia Konserwatywna
- 1922–1924: Thomas Johnston, Partia Pracy
- 1924–1929: Guy Fanshawe, Partia Konserwatywna
- 1929–1931: Thomas Johnston, Partia Pracy
- 1931–1935: James Campbell Ker, Partia Konserwatywna
- 1935–1945: Thomas Johnston, Partia Pracy